# سائیدو (بوتان)
سائیدو (به لاتین: Saidu) یک منطقهٔ مسکونی در بوتان (کشور) است که در Lhuntse District واقع شده‌است.